# Liste der Kulturdenkmäler in Ludwigshafen-Ruchheim
In der Liste der Kulturdenkmäler in Ludwigshafen-Ruchheim sind alle Kulturdenkmäler des Stadtteils Ruchheim der rheinland-pfälzischen Stadt Ludwigshafen am Rhein aufgeführt. Grundlage ist die Denkmalliste des Landes Rheinland-Pfalz (Stand: 18. November 2024).

## Einzeldenkmäler
| Bezeichnung                    | Lage                        | Baujahr                             | Beschreibung | Bild                           |
| ------------------------------ | --------------------------- | ----------------------------------- | --- | ------------------------------ |
| Gasthaus                       | Fußgönheimer Straße 4 Lage  | Mitte des 19. Jahrhunderts          | ehemalige Wirtschaft „Zur Pfalz“; stattlicher sand- und kunststeingegliederter Winkelbau, Mitte des 19. Jahrhunderts, 1934 erweitert | Fotos hochladen                |
| Paul-Münch-Haus                | Fußgönheimer Straße 13 Lage | 1839                                | ehemaliges evangelisches Pfarrhaus; repräsentativer klassizistischer Walmdachbau, 1839, Zwerchhaus mit Dreiecksgiebel, um 1930 | Fotos hochladen                |
| Evangelische Kirche            | Fußgönheimer Straße 22 Lage | 1833/34                             | klassizistischer Saalbau, 1833/34, Architekten Johann Bernhard Spatz und August von Voit nach Musterentwurf von Leo von Klenze, Bildhauerarbeiten von Goez, Weisenheim; mit Ausstattung; Spitzhelmdachreiter 1864; vor der Kirche Kriegerdenkmal 1870/71, Granit, von K. Hergenhahn, Ludwigshafen | weitere Bilder Fotos hochladen |
| Wohnhaus                       | Fußgönheimer Straße 37 Lage | frühes 18. Jahrhunderts             | eingeschossiges Wohnhaus mit zwei Fachwerk-Dachgeschossen, frühes 18. Jahrhunderts, bezeichnet 1819 (wohl Umbau) | Fotos hochladen                |
| Synagoge                       | Fußgönheimer Straße 52 Lage | um 1877                             | ehemalige Synagoge und Judenschule; eingeschossiger Putzbau mit Kniestock, um 1877, Umbau zum Gemeindehaus 1955, Architekt Max Walter | weitere Bilder Fotos hochladen |
| Katholische St. Cyriakuskirche | Pfalzgartenstraße 11 Lage   | 1772                                | spätbarocker Saalbau, Firstreiter mit Schweifhaube, 1772, Sakristeianbau mit Walmdach, 1962–65; mit Ausstattung; Kirchhofsmauer bezeichnet 1750 | weitere Bilder Fotos hochladen |
| Rathaus Ruchheim               | Schlossstraße 1 Lage        | erstes Viertel des 18. Jahrhunderts | ehemaliges Schloss der Freiherren von Hallberg; Walmdachbau mit Fachwerkobergeschoss, Dachreiter, erstes Viertel des 18. Jahrhunderts, tonnengewölbter Keller | Fotos hochladen                |